# Liste der Kulturdenkmäler in Mittelbuchen
Die folgende Liste enthält die in der Denkmaltopographie ausgewiesenen Kulturdenkmäler auf dem Gebiet des Stadtteils Mittelbuchen der  Stadt Hanau, Main-Kinzig-Kreis, Hessen.
Hinweis: Die Reihenfolge der Denkmäler in dieser Liste orientiert sich an der Anschrift, alternativ ist sie auch nach der Bezeichnung, der vom Landesamt für Denkmalpflege vergebenen Nummer oder der Bauzeit sortierbar.
Kulturdenkmäler werden fortlaufend im Denkmalverzeichnis des Landes Hessen durch das Landesamt für Denkmalpflege Hessen auf Basis des Hessischen Denkmalschutzgesetzes (HDSchG) geführt. Die Schutzwürdigkeit eines Kulturdenkmals hängt nicht von der Eintragung in das Denkmalverzeichnis des Landes Hessen oder der Veröffentlichung in der Denkmaltopographie ab.

| Bild                           | Bezeichnung                    | Lage                                                                          | Beschreibung | Bauzeit            | Objekt-Nr. |
| ------------------------------ | ------------------------------ | ----------------------------------------------------------------------------- | ------------ | ------------------ | ---------- |
|                                |                                | Alte Rathausstraße 10 LageFlur: 9, Flurstück: 281/165                         |              | 1883               | 107107 DDB |
|                                |                                | Alte Rathausstraße 13 LageFlur: 9, Flurstück: 83/7                            |              | um 1800            | 107049 DDB |
|                                |                                | Alte Rathausstraße 14 LageFlur: 9, Flurstück: 102                             |              |                    | 107080 DDB |
|                                |                                | Alte Rathausstraße 15 LageFlur: 9, Flurstück: 82                              |              | Anfang 18. Jh.     | 107081 DDB |
|                                |                                | Alte Rathausstraße 16 LageFlur: 9, Flurstück: 312/104                         |              | um/nach 1800       | 107050 DDB |
|                                |                                | Alte Rathausstraße 17 LageFlur: 9, Flurstück: 56/1                            |              | um 1700            | 107082 DDB |
|                                |                                | Alte Rathausstraße 19 LageFlur: 9, Flurstück: 54/3                            |              | Anfang 17. Jh.     | 107083 DDB |
|                                |                                | Alte Rathausstraße 20 LageFlur: 9, Flurstück: 113                             |              |                    | 107122 DDB |
|                                |                                | Alte Rathausstraße 22 LageFlur: 9, Flurstück: 314/115                         |              |                    | 107084 DDB |
|                                |                                | Alte Rathausstraße 25 LageFlur: 8, Flurstück: 199/84                          |              | Anfang 18. Jh.     | 107085 DDB |
| Steinernes Haus                | Steinernes Haus                | Alte Rathausstraße 27, Guldenstraße 1 LageFlur: 8, Flurstück: 151/78, 152/78  |              | 1743 (überliefert) | 107086 DDB |
|                                |                                | Alte Rathausstraße 32 LageFlur: 8, Flurstück: 55                              |              | um 1900            | 107087 DDB |
| Obertor, Säuturm               | Obertor, Säuturm               | Alte Rathausstraße 36, Alte Rathausstraße LageFlur: 8, Flurstück: 18/3, 130/9 |              | Anfang 16. Jh.     | 107088 DDB |
|                                |                                | Am Wasserloch 2 LageFlur: 8, Flurstück: 60/1                                  |              |                    | 105948 DDB |
|                                |                                | Erbsenstraße 3 LageFlur: 9, Flurstück: 45/3                                   |              | Anfang 18. Jh.     | 107091 DDB |
|                                |                                | Erbsenstraße 4 LageFlur: 8, Flurstück: 200/89                                 |              | Anfang 18. Jh.     | 107090 DDB |
|                                |                                | Erbsenstraße 6 LageFlur: 8, Flurstück: 202/93                                 |              | ca. 1800           | 107093 DDB |
|                                |                                | Erbsenstraße 8 LageFlur: 8, Flurstück: 98/1                                   |              | um/nach 1700       | 107089 DDB |
|                                |                                | Erbsenstraße 9 LageFlur: 9, Flurstück: 40/1                                   |              |                    | 107103 DDB |
|                                |                                | Erbsenstraße 10 LageFlur: 8, Flurstück: 204/100                               |              | Anfang 18. Jh.     | 107092 DDB |
|                                |                                | Erbsenstraße 11 LageFlur: 9, Flurstück: 35                                    |              | um 1700            | 107094 DDB |
| Bild gesucht BW                |                                | Gesamtanlage Historischer Ortskern Mittelbuchen Lage                          | Gesamtanlage |                    | 107078 DDB |
|                                |                                | Guldenstraße 5 LageFlur: 8, Flurstück: 90                                     |              | Anfang 18. Jh.     | 107095 DDB |
|                                |                                | Guldenstraße 6 LageFlur: 8, Flurstück: 73                                     |              | Anfang 18. Jh.     | 107096 DDB |
|                                |                                | Guldenstraße 8 LageFlur: 8, Flurstück: 68/1                                   |              | Anfang 18. Jh.     | 107097 DDB |
|                                |                                | Guldenstraße 9 LageFlur: 8, Flurstück: 106                                    |              |                    | 107106 DDB |
|                                |                                | Guldenstraße 12 LageFlur: 8, Flurstück: 72                                    |              | Anfang 18. Jh.     | 107109 DDB |
|                                |                                | Hinter der Kirche 3 LageFlur: 7, Flurstück: 316/120                           |              | um 1800            | 105952 DDB |
|                                |                                | Hinter der Kirche 5 LageFlur: 7, Flurstück: 32                                |              | um 1800            | 105950 DDB |
|                                |                                | Hinter der Kirche 7 LageFlur: 7, Flurstück: 147/31                            |              | 1828               | 105949 DDB |
|                                |                                | Hinter der Kirche 10 LageFlur: 7, Flurstück: 74/10                            |              | Anfang 18. Jh.     | 105953 DDB |
|                                |                                | Hinter der Kirche 16 LageFlur: 7, Flurstück: 44/1                             |              | ca. 1750           | 105951 DDB |
|                                |                                | Hinter der Kirche 32 LageFlur: 8, Flurstück: 15/3                             |              | Anfang 18. Jh.     | 105946 DDB |
|                                |                                | Hinter der Kirche 34 LageFlur: 8, Flurstück: 25                               |              | um 1800            | 107098 DDB |
|                                |                                | Im Ranzeneck 1 LageFlur: 9, Flurstück: 81                                     |              | Anfang 18. Jh.     | 105947 DDB |
|                                |                                | Lützelbuchener Straße 14 LageFlur: 10, Flurstück: 284/60                      |              | ca. 1900           | 105955 DDB |
|                                |                                | Lützelbuchener Straße 19 LageFlur: 7, Flurstück: 73/55                        |              | um 1895            | 105956 DDB |
|                                |                                | Neue Straße 9 LageFlur: 7, Flurstück: 110                                     |              |                    | 107124 DDB |
|                                |                                | Neue Straße 11 LageFlur: 9, Flurstück: 116                                    |              | um 1800            | 105954 DDB |
| Ev. Pfarrkirche St. Bonifatius | Ev. Pfarrkirche St. Bonifatius | Obertorstraße LageFlur: 8, Flurstück: 29/1                                    |              | 1494               | 107079 DDB |
|                                |                                | Obertorstraße 1 LageFlur: 8, Flurstück: 44                                    |              | um 1750            | 107099 DDB |
|                                |                                | Obertorstraße 3 LageFlur: 8, Flurstück: 150/43                                |              |                    | 107051 DDB |
|                                |                                | Obertorstraße 4 LageFlur: 9, Flurstück: 119/1                                 |              | um 1750            | 107108 DDB |
|                                |                                | Planstraße 16 LageFlur: 9, Flurstück: 36                                      |              |                    | 107100 DDB |
|                                |                                | Planstraße 17 LageFlur: 9, Flurstück: 1/2                                     |              |                    | 107101 DDB |
|                                |                                | Planstraße 21 LageFlur: 8, Flurstück: 209/126                                 |              | Anfang 17. Jh.     | 107102 DDB |

- Karte mit allen Koordinaten der Denkmäler:
- OSM |
- WikiMap